# Lettomanoppello
Lettomanoppello község (comune) Olaszország Abruzzo régiójában, Pescara megyében.

## Fekvése
A megye délkeleti részén fekszik. Határai: Abbateggio, Manoppello, Pretoro, Roccamorice, Scafa, Serramonacesca és Turrivalignani.

## Története
Első említése a 7. századból származik, amikor a chieti egyházmegyéhez tartozott. 1279-ben Abamonte Di Letto nemesúr birtoka lett. 1338-ban az Orsini-család szerezte meg, akik 1405-ig tartották meg. A 18. század végén Dario báróinak birtoka volt. A 11–12. században innen szállították az Amalfi Köztársaság hajógyáraiba a bitument. Önálló községgé a 19. század elején vált, amikor a Nápolyi Királyságban felszámolták a feudalizmust.

## Népessége
A népesség számának alakulása:

## Főbb látnivalói
- Madonna dell’Iconicella-szentély
- San Nicola di Bari-templom
- Sant’Angelo-barlang